# Trimerotropis maritima
Trimerotropis maritima är en insektsart som först beskrevs av Harris, T.W. 1841.  Trimerotropis maritima ingår i släktet Trimerotropis och familjen gräshoppor. Inga underarter finns listade i Catalogue of Life.

## Bildgalleri

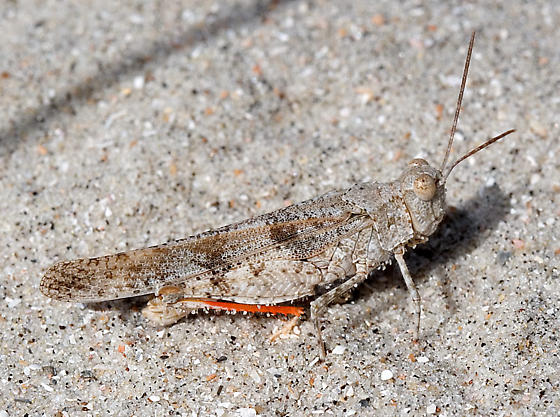